# Рекрео (Катамарка)
Рекре́о (ісп. Recreo) — місто в аргентинській провінції Катамарка; адміністративний центр департаменту Ла-Пас.

## Географія
Лежить у передгір'ях Пампінських Сьєрр на сході провінції Катамарка на захід від солончака Салінас-Грандес.

### Клімат
Місто знаходиться у зоні, яка характеризується кліматом помірних степів та напівпустель. Найтепліший місяць — січень із середньою температурою 27,3 °C. Найхолодніший місяць — липень, із середньою температурою 12,6 °С.
| Клімат Рекрео           | Клімат Рекрео | Клімат Рекрео | Клімат Рекрео | Клімат Рекрео | Клімат Рекрео | Клімат Рекрео | Клімат Рекрео | Клімат Рекрео | Клімат Рекрео | Клімат Рекрео | Клімат Рекрео | Клімат Рекрео | Клімат Рекрео |
| Показник                | Січ.          | Лют.          | Бер.          | Квіт.         | Трав.         | Черв.         | Лип.          | Серп.         | Вер.          | Жовт.         | Лист.         | Груд.         | Рік           |
| Середня температура, °C | 27,3          | 26,1          | 23,9          | 20,4          | 16,8          | 12,8          | 12,6          | 15,2          | 18,5          | 22,5          | 25            | 26,8          | 20,7          |
| Норма опадів, мм        | 97.3          | 86.6          | 74            | 30.1          | 14.5          | 5.3           | 6.3           | 4.2           | 12            | 31.9          | 59.9          | 78.9          | 501           |
| Днів з опадами          | 10            | 8,4           | 8,7           | 5,5           | 3,6           | 2,4           | 2,6           | 1,8           | 3,1           | 4,4           | 6,4           | 8,3           | 65,2          |
| Вологість повітря, %    | 59.7          | 64.5          | 68.5          | 69.9          | 70.6          | 71            | 64.7          | 53.6          | 48.7          | 50.4          | 53.4          | 55.7          | 60.9          |
| ----------------------- | ------------- | ------------- | ------------- | ------------- | ------------- | ------------- | ------------- | ------------- | ------------- | ------------- | ------------- | ------------- | ------------- |
| Джерело: Weatherbase    |               |               |               |               |               |               |               |               |               |               |               |               |               |